# The Reform Candidate
The Reform Candidate is een Amerikaanse dramafilm uit 1915 onder regie van Frank Lloyd.

## Verhaal
De hervormingskandidaat Frank Grandell beseft dat hij de burgemeestersverkiezingen zal verliezen. Hij stuurt daarom zijn campagnemedewerkers eropuit om bezwarend materiaal te sprokkelen over zijn tegenkandidaat Art Hoke. Wanneer ze een geheim ontdekken over diens dochter, moet Grandell beslissen of hij die informatie zal gebruiken in zijn campagne.

## Rolverdeling
| Acteur            | Personage        |
| ----------------- | ---------------- |
| Macklyn Arbuckle  | Art Hoke         |
| Forrest Stanley   | Richard Benton   |
| Myrtle Stedman    | Mary Grandell    |
| Malcolm Blevins   | Frank Grandell   |
| Charles Ruggles   | Jim              |
| Mary Ruby         | May Hoke         |
| Howard Davies     | Campagneleider   |
| Jane Darwell      | Mevrouw Haggerty |
| Fanny Stockbridge | Huishoudster     |
| Mary Higby        | Moeder           |